# Golfe de Coudrée
Le golfe de Coudrée est un golfe de France situé dans le Léman et baignant une partie des rives en Haute-Savoie, à l'est d'Yvoire et à l'ouest de Thonon-les-Bains. Il tient son nom du château de Coudrée.
Il constitue une échancrure dans la partie arrondie du lac où se trouvent les villages et hameaux d'Excenevex, du Domaine de Coudrée et de Séchex sur les communes d'Excenevex, Sciez, Margencel et Anthy-sur-Léman. Lieu de villégiature et de plaisance, il comporte de nombreuses plages, ports comme ceux d'Excenevex, de Sciez ou de Séchex, des bases nautiques, des campings et autres installations touristiques. Il est desservi par les routes départementales 25 et 1005 ainsi que par de nombreuses liaisons saisonnières par bateau.

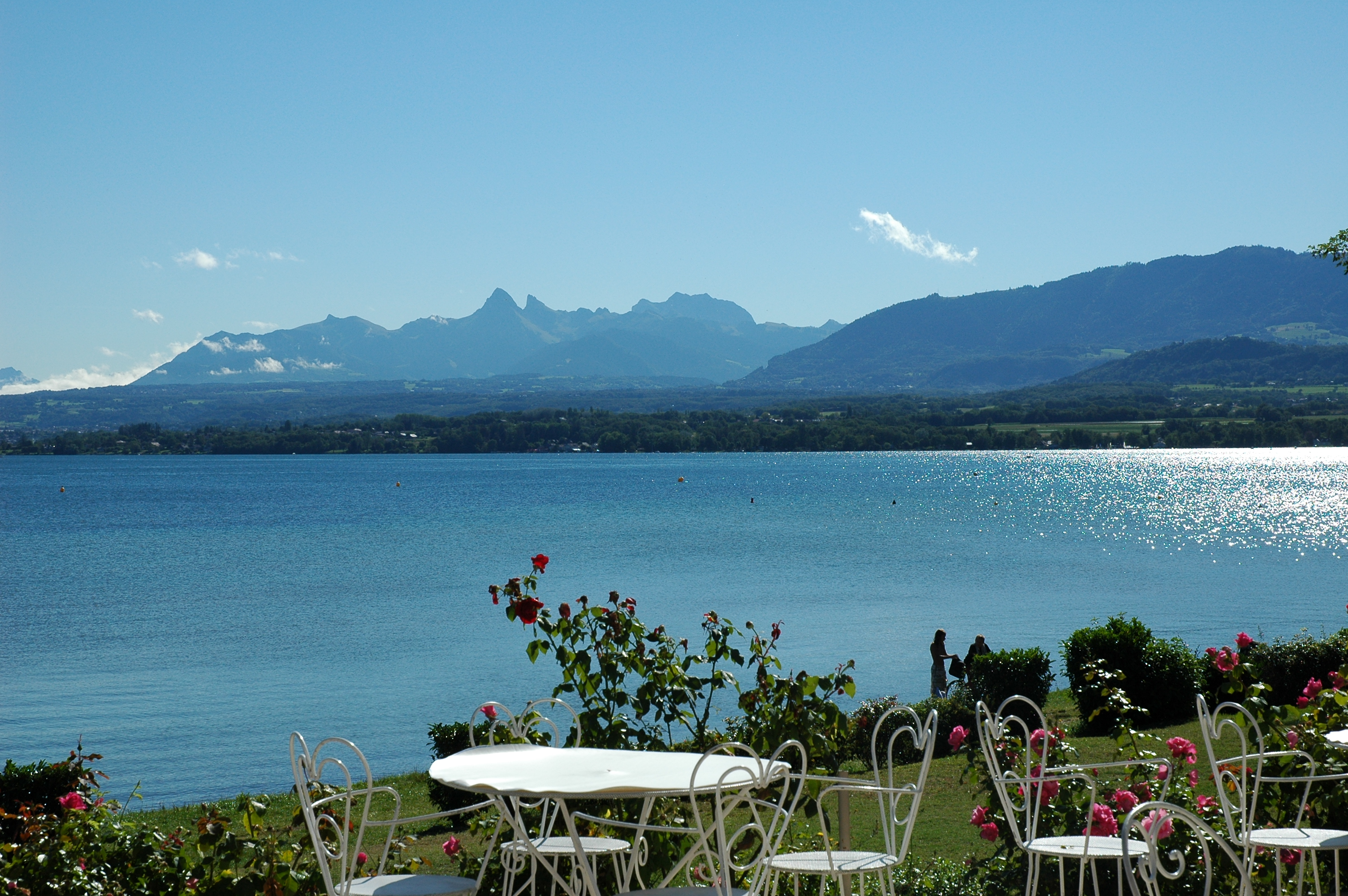
Le golfe de Coudrée à Excenevex avec au fond des sommets du Chablais dont la dent d'Oche et les Cornettes de Bise.